# Stoke Albany
Stoke Albany è un villaggio e parrocchia civile dell'Inghilterra, appartenente alla contea del Northamptonshire.